# Secret Mission
Secret Mission (рус. «Секретная миссия») — восьмой студийный альбом шведской поп-группы Secret Service, выпущенный 18 ноября 2022 года на лейбле Тима Норелла Tim Norell Musikproduktion AB. 

Работа над альбомом началась ещё в 2020 году, когда Тим Норелл выпустил песню «Secret Mission», которая и дала название новому альбому. Сам Тим Норелл так говорил об альбоме в интервью изданию «Аргументы и факты»:
«Однажды я проснулся посреди ночи, в моей голове крутилась новая мелодия. Я буквально сразу понял, что это что-то новое для «Lit de Parade» (хотя в это время я работал над новой песней «You stole my heart»). Я разбудил Лену, и мы записали на диктофон эту мелодию, чтобы не забыть. А утром я уже перенёс новую версию «Lit de Parade» на компьютер. Таким образом, появилось новое звучание песни.
Предыдущей версией этой песни в исполнении группы «Army of Lovers» я не был до конца удовлетворён, так как она получилась слишком комичной. А новую версию я решил сделать уже с группой «Secret Service». И сразу же представлял себе клип на эту песню с балетной танцовщицей. Так и сделали!
Работал над этой версией около двух месяцев. И как только её завершил, продолжил работу над песней «You stole my heart» и песней в стиле диско «Jane». Песня и клип на песню «Lit de Parade» вышли в один день, поэтому, увидев результат работы, я был в восторге. Особенно был восхищён балетной хореографией. Когда я заканчиваю одну работу, сразу же приступаю к следующей.
Как-то Дэвида Боуи спросили: «Какая у вас лучшая песня, по вашему мнению?» Он ответил: «Самая последняя...» Для меня это абсолютно так же — последняя песня всегда лучшая. Когда выйдет наш новый альбом, вы и услышите эти так называемые «последние» песни.

В него также войдут инструментальные композиции. Нам говорили, что это несовременно, однако у нас уже были инструментальные вещи в восьмидесятых, например, Aux Deux Magots. На эту музыку многие писали потом тексты, а также часто проигрывали на радио. В новый альбом я также включу одну или две.»
На композиции «Secret Mission», «Jane», «Lit De Parade» и «Little Zhora» сняты видеоклипы.
Альбом содержит десять новых песен, записанных в 2020-2022 годах, часть из них были ранее выпущены как синглы («Lit de Parade», «Jane», «Go On»). Большую часть материала исполнил новый вокалист группы Джон Беккер. Песню «Mama Tell Me Why» исполнил Микаэль Эрландссон, предыдущий вокалист группы, а песню «Little Zhora» исполнил сам Тим Норелл. Тематика большинства песен, согласно официальному сайту группы — «человеческие отношения и любовь». Композиции «Café For Amur» и «In Memoriam (To Bjorn)» являются инструментальными.

## Список композиций
| №  | Название песни           | Длительность | Авторы текста и участники записи |
| -- | ------------------------ | ------------ | --- |
| 1  | «Secret Mission»         | 3:33         | Тим Норелл, Пео Тирен, Жозефин Зернелл |
| 2  | «How Can I Get Over You» | 4:05         | Шарон Вон, Тим Норелл |
| 3  | «You Stole My Heart»     | 3:43         | Тим Норелл, Жозефин Зернелл, Бьорн Хокансон |
| 4  | «Jane»                   | 3:09         | Тим Норелл |
| 5  | «Mama Tell Me Why»       | 3:48         | Тим Норелл, Андрей Мейерихер, Эрик Сати (пианино) |
| 6  | «Café For Amur»          | 4:12         | инструментальная композиция |
| 7  | «Lit De Parade»          | 3:51         | Александр Бард, Андерс Волльбэк, Жан-Пьер Барда, Ула Хоканссон, Ларс Йоханссон                                                                             |
| 8  | «Little Zhora»           | 4:05         | Тим Норелл, Андрей Мейерихер |
| 9  | «Go On»                  | 3:54         | Тим Норелл |
| 10 | «In Memoriam (To Bjorn)» | 2:24         | инструментальная композиция (посвящена умершему 4 февраля 2022 года участнику группы Secret Service Бьорну Хокансону, автору множества текстов для группы) |

Музыка всех песен — Тим Норелл.
Макет и дизайн обложки — Фредрик Морд.